# Pornografía móvil
La pornografía móvil, también conocido como contenido adulto móvil, erótica móvil o contenido adulto para móviles, está catalogado como un género pornográfico cuya grabación (no siempre), transmisión y difusión se da a través de redes de telecomunicaciones móviles para su consumo en dispositivos móviles (principalmente teléfonos móviles, tablets y smartphones).

## Historia
Al igual que Internet y la televisión de pago, la industria del entretenimiento para adultos fue uno de los primeros medios de comunicación de masas en adoptar los dispositivos móviles como nuevo medio para distribuir contenidos. En 2002, Private Media Group se convirtió en la primera empresa de medios para adultos en contratar a un especialista en móviles. Esta iniciativa dio lugar a los primeros servicios de SMS para adultos del sector, a la distribución de contenidos eróticos para móviles y a un sitio de Internet móvil (WAP), llamado «Private Mobile», que ofrecía una pequeña gama de vídeos directamente a sus consumidores. Este servicio estaba destinado al creciente número de consumidores de Private que utilizaban en Europa teléfonos con pantalla en color.
A partir de mediados de la década de 2000, muchos operadores de redes móviles implantaron sistemas de verificación de la edad y niveles de explicitud regulados por la industria que permitieron gradualmente que los adultos que consintieran la compra de contenido erótico para móviles sólo pudieran hacerlo a través de comunidades de portales de operadores móviles.
Con la aparición de los teléfonos inteligentes en 2007 y de las tabletas portátiles a partir de entonces, cada vez más consumidores de los mercados desarrollados han abandonado estas comunidades cerradas de operadores de telefonía móvil y ahora navegan por Internet con sus móviles y aplicaciones en busca de contenido erótico para móviles.
Inicialmente se esperaba que la adopción generalizada del iPhone de Apple fomentara el crecimiento de la industria erótica móvil. Tras el lanzamiento del iPhone original en 2007, el término de búsqueda «porno para iPhone» aumentó considerablemente su popularidad. Sin embargo, el presidente de Apple, Steve Jobs, dejó claro que nunca se venderían contenidos para adultos en la App Store de Apple, y miles de aplicaciones para adultos han sido prohibidas en la App Store. Sin embargo, la prohibición de Apple de las aplicaciones para adultos ha sido criticada por ser poco práctica e ineficaz.
Otras empresas de la industria del móvil y el vídeo se situaron para aprovechar esta tendencia. Google creó un nuevo sistema de telefonía llamado Google Play que admite cualquier aplicación dentro de unas pautas de decencia razonables. Desde entonces, tiendas de aplicaciones dedicadas exclusivamente a adultos como MiKandi y otros editores de Internet móvil se han beneficiado en cambio de este vacío en el mercado.
Tras su creación en 2002, se esperaba que el negocio de la erótica móvil alcanzara un valor de mercado de 2 300 millones de dólares en sus primeros ocho años.

## Mercado americano
El mercado norteamericano de la erótica móvil difiere del europeo en que las operadoras tardaron en permitir que los sitios para adultos utilizaran sus mecanismos de pago a abonados, como los SMS, lo que ralentizó el crecimiento del mercado[cita requerida] Los modelos de negocio alternativos consisten en ofrecer vídeos gratuitos al estilo de los sitios web «tube» con financiación publicitaria. Por el coste de ver un anuncio, los usuarios pueden obtener videoclips gratuitos.
Verizon Wireless y Sprint Nextel Corporation anunciaron ya en 2008 que permitirían ver algunos contenidos para adultos en sus redes, al tiempo que trabajarían para impedir el acceso de los niños a estos contenidos. Desde hace algún tiempo se espera que estas empresas superen los problemas de verificación de edad, políticos y religiosos que se han convertido en una barrera para este mercado, con el fin de aprovechar el aumento resultante de la navegación web móvil en sus redes.

## Críticas
Ha habido críticas a este formato, en concreto las ligadas a la exposición de los niños a contenidos inapropiados y no regulados. Sin embargo, la mayoría de operadores de redes móviles han implantado sistemas de verificación de la edad, que exigen que los clientes que quieran comprar porno a través de su teléfono demuestren antes legalmente que son adultos con consentimiento.
Sony, la empresa creadora de la PlayStation Portable (PSP), dice no estar satisfecha con la difusión de porno en PSP, pero afirma no poder detenerla.